# 瑪麗安娜·維多利亞 (西班牙)
玛丽安娜·维多利亚·德·波旁和法爾內塞（葡萄牙語：Mariana Vitória de Bourbon e Farnese，1718年3月31日—1781年1月15日）是西班牙的公主和葡萄牙王后。她的丈夫是葡萄牙国王若澤一世。
她是西班牙波旁王朝首任国王费利佩五世的长女，法王路易十四的曾孫女。1721年，她和法国王太子路易（日后的路易十五）订婚并搬到凡尔赛宫居住直至成年后才结婚。四年后，法国宫廷決定取消婚约并把玛丽安娜送回西班牙。此举傷害了西班牙和法国的外交关系。
1729年，她和葡萄牙國王若澤一世结婚并诞下八个孩子。